# Bristol City Football Club 2022-2023
Questa voce raccoglie le informazioni riguardanti il Bristol City Football Club nelle competizioni ufficiali della stagione 2022-2023.

## Maglie e sponsor
| Casa | Trasferta | Terza divisa |

Sponsor ufficiale: Huboo
Fornitore tecnico: Hummel

## Rosa

### Rosa 2022-2023
Aggiornata al 27 marzo 2023.
| N. |                        | Ruolo | Calciatore    |
| -- | ---------------------- | ----- | ------------- |
| 2  | Inghilterra (bandiera) | D     | Kane Wilson   |
| 3  | Inghilterra (bandiera) | D     | Jay Dasilva   |
| 4  | Scozia (bandiera)      | D     | Kal Naismith  |
| 5  | Inghilterra (bandiera) | D     | Rob Atkinson  |
| 6  | Inghilterra (bandiera) | C     | Matty James   |
| 7  | Inghilterra (bandiera) | C     | Alex Scott    |
| 8  | Inghilterra (bandiera) | C     | Joe Williams  |
| 9  | Inghilterra (bandiera) | A     | Harry Cornick |
| 10 | Galles (bandiera)      | C     | Andy King     |
| 11 | Albania (bandiera)     | C     | Anis Mehmeti  |
| 12 | Irlanda (bandiera)     | P     | Max O'Leary   |

| N. |                        | Ruolo | Calciatore            |
| -- | ---------------------- | ----- | --------------------- |
| 13 | Inghilterra (bandiera) | P     | Harvey Wiles-Richards |
| 14 | Austria (bandiera)     | C     | Andreas Weimann       |
| 15 | Scozia (bandiera)      | A     | Tommy Conway          |
| 16 | Inghilterra (bandiera) | D     | Cameron Pring         |
| 17 | Irlanda (bandiera)     | C     | Mark Sykes            |
| 18 | Inghilterra (bandiera) | C     | Ayman Benarous        |
| 19 | Inghilterra (bandiera) | D     | George Tanner         |
| 20 | Inghilterra (bandiera) | A     | Sam Bell              |
| 21 | Bermuda (bandiera)     | A     | Nahki Wells           |
| 22 | Rep. Ceca (bandiera)   | D     | Tomáš Kalas           |
| 26 | Inghilterra (bandiera) | D     | Zak Vyner             |